# Ineseño
Das Ineseño (alternative Schreibweise: Inezeño) ist eine ausgestorbene, zur Familie der Chumash-Sprachen gehörige nordamerikanische Sprache, die von Chumashindianern im Gebiet der Santa Ynez Mountains (Santa Barbara County) in Südkalifornien gesprochen wurde. Die Eigenbezeichnung lautet Samala.

## Genetische Situation
Das Ineseño war eng verwandt mit den übrigen Chumash-Sprachen und teilt neben gemeinsamen strukturellen Eigenschaften der Grammatik auch ein identisches Phoneminventar mit ihnen. Besonders eng verwandt war Ineseño mit dem Barbareño. Möglicherweise handelte es sich sogar um dialektale Varianten derselben Sprache.

## Grammatik

### Phonologie
Wie für indigene Sprachen der amerikanischen Westküste typisch, verfügte das Ineseño über ein komplexes Phoneminventar. Charakteristisch waren distinktive Serien bilabialer, apikaler, palataler und uvularer Plosive. Diese und alle anderen Obstruenten kamen ebenfalls distinktiv in einfacher, glottalisierter und aspirierter Varianten vor. Darüber hinaus gab es ein komplexes System morphophonologischer Prozesse an den Morphemgrenzen sowie Vokalharmonie. Die Betonung lag meistens auf der Pänultima (der vorletzten Silbe).

### Morphologie
Das Ineseño war eine polysynthetische Sprache, was sich im Vorhandensein von  Pronominalpräfixen an sowohl Nomina als auch Verben und zusätzlich Pronominalsuffixen an Verben, die damit eine polypersonale Markierung von Aktanten konstituieren und zahlreichen zusätzlichen lexikalischen Affixen mit unterschiedlicher Semantik zeigt. Das Ineseño verfügte außerdem über einen komplexen Apparat von Derivationsmorphologie.

### Wortschatz
Aufgrund der ursprünglich spanischen Kolonialisierung Südkaliforniens finden sich im Wortschatz des Ineseño einige spanische Lehnwörter sowie Lehnübersetzungen von spanischen Phraseologismen.

## Revitalisierung
Zurzeit finden unter der Leitung des Sprachwissenschaftlers Richard Applegate Revitalisierungsversuche im Santa Ynez-Reservat statt. Im Rahmen des Programms wurde unter anderem ein Wörterbuch des Ineseño veröffentlicht.